# Sporangium

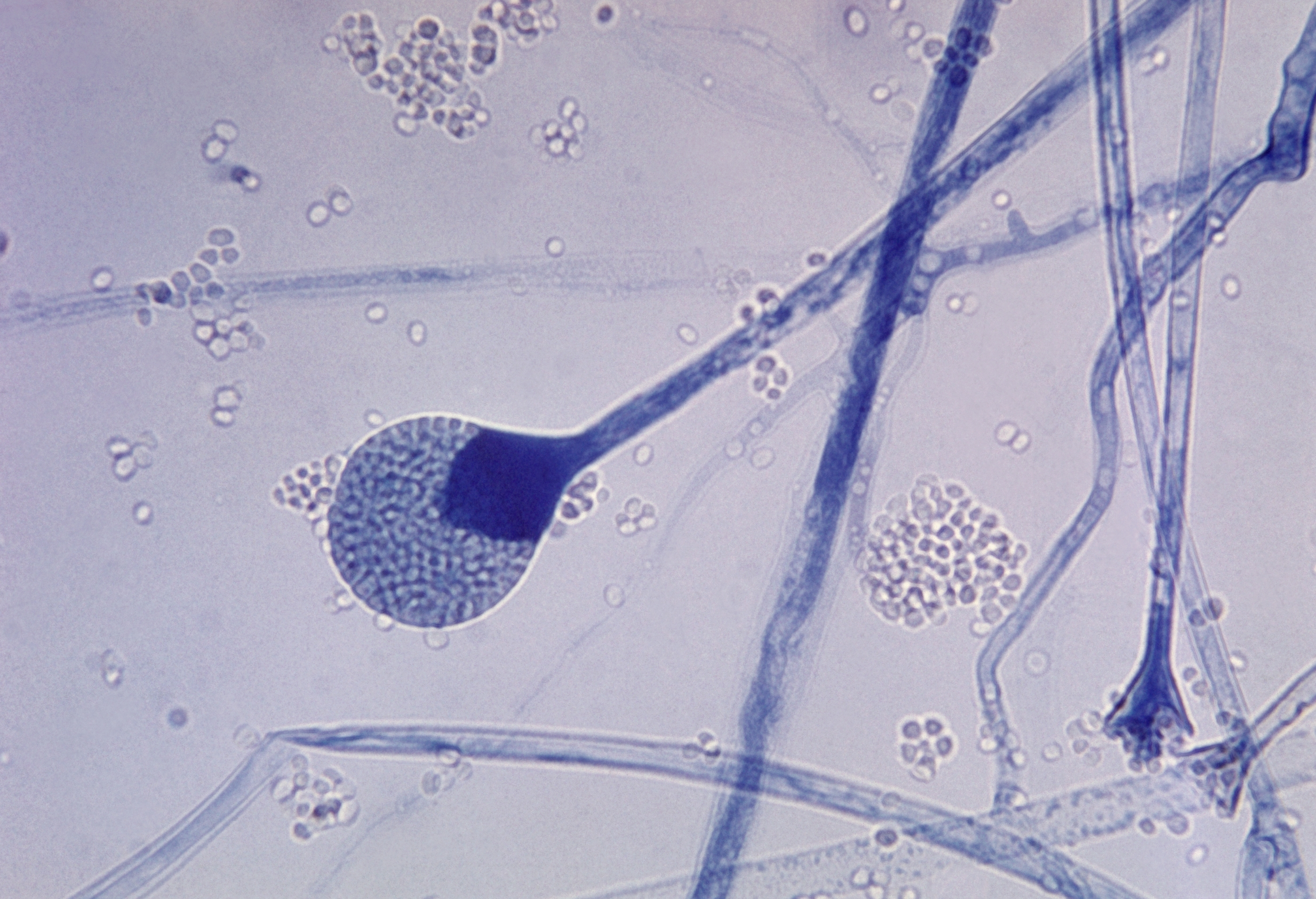
Rijp sporangium van een Mucor schimmelsoort

Het sporangium (meervoud: sporangia) of sporendoosje bestaat uit een enkele cel of uit een veelcellige structuur, waarin sporen worden gevormd. Over het algemeen worden diploïde sporangia bedoeld waar door meiose haploïde sporen worden gevormd; men spreekt dan van een meiosporangium en van meiosporen. 
Als de sporen door mitose gevormd worden, worden de haploïde sporangia 'mitosporangia' genoemd.
Cellen van het sporangium kunnen zich alle ontwikkelen tot sporen, of er is een buitenste sporangiumlaag van steriele cellen, die een sporangiumwand vormen, waarbinnen zich de sporemoedercellen bevinden.
Sporangia komen voor bij schimmels, algen en Embryophyta, zoals mossen, paardenstaarten, varens, wolfsklauwen en zaadplanten. De sporangia bij de Embryophyta hebben een wand van steriele cellen, die door sterke reductie soms afwezig kan zijn.

## Embryophyta
Bij alle Embryophyta bestaat de wand van het sporangium uit steriele cellen. Binnen de sporangiumwand zit een cellaag met sporenvormende cellen. Hierin verschillen de sporangia van de landplanten van de sporangia bij andere groepen, zoals schimmels.

### Mossen
Bij mossen, levermossen en hauwmossen wordt het sporangium een sporenkapsel of sporogoon genoemd. Een mossen-sporofyt heeft altijd maar 1 sporenkapsel. De sporangia zijn van gelijke grootte; dit heet isosporangiaat. Gewoonlijk zijn de sporen van gelijke grootte (isosporie), zelden zijn er kleinere mannelijke sporen en grotere vrouwelijk sporen.

Sporenkapsels van mossen
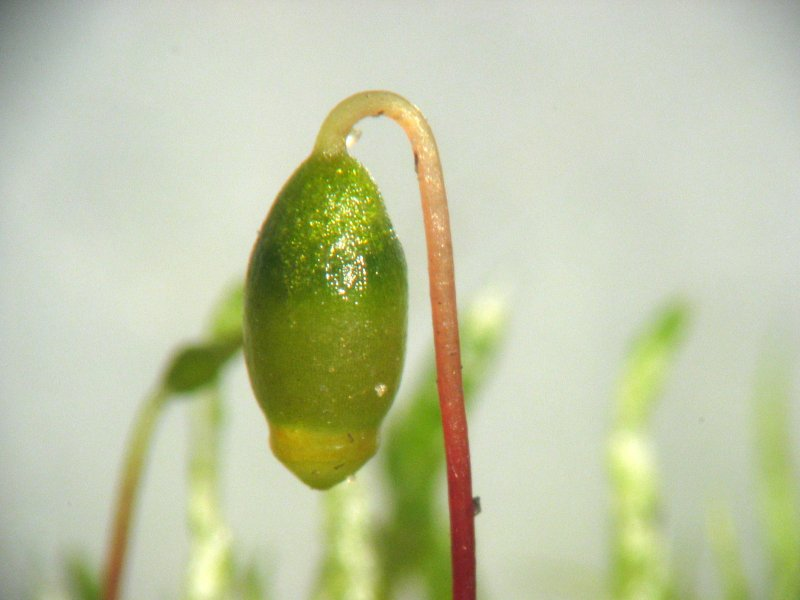
Sporogoon van Bryum argenteum
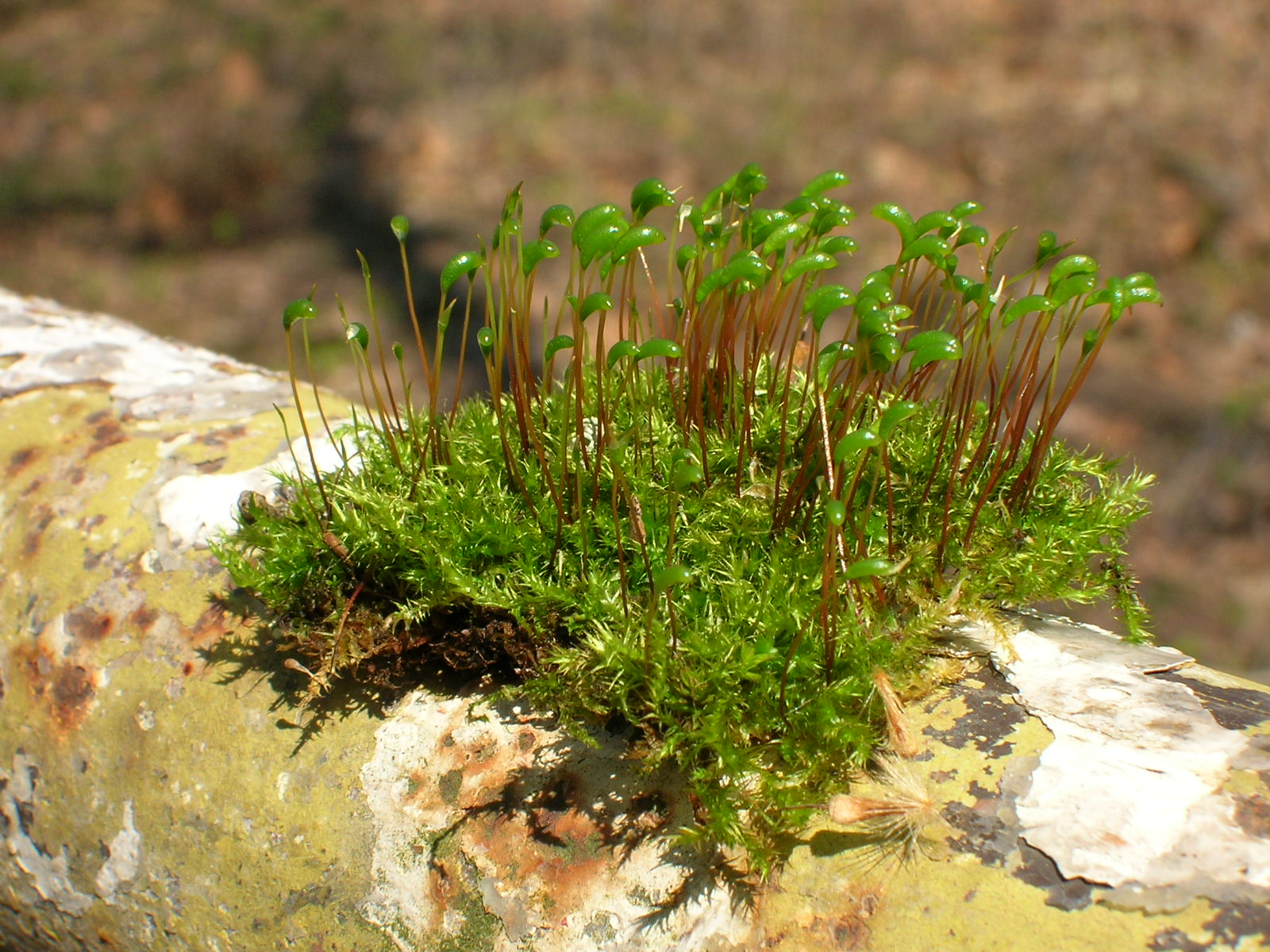
Sporendoosjes van een mossoort
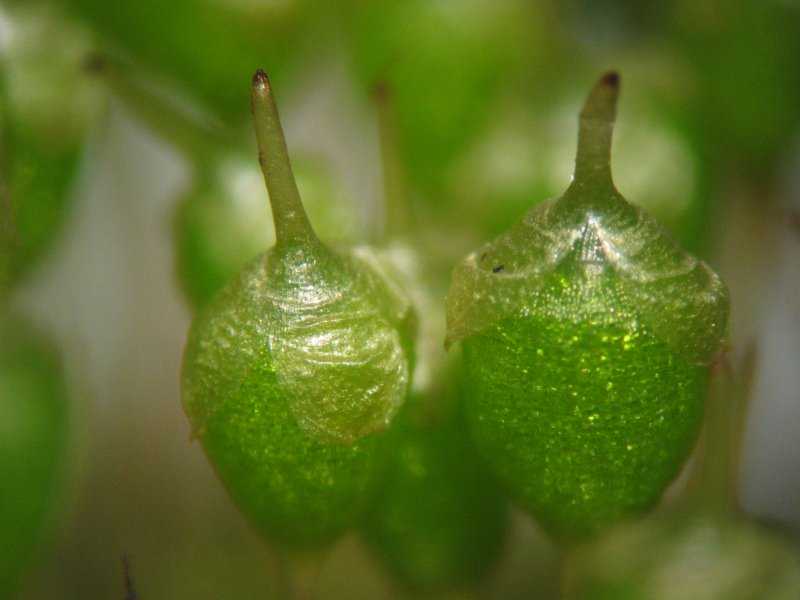
Sporendoosjes met calyptra van Physcomitrium pyriforme

### Varens

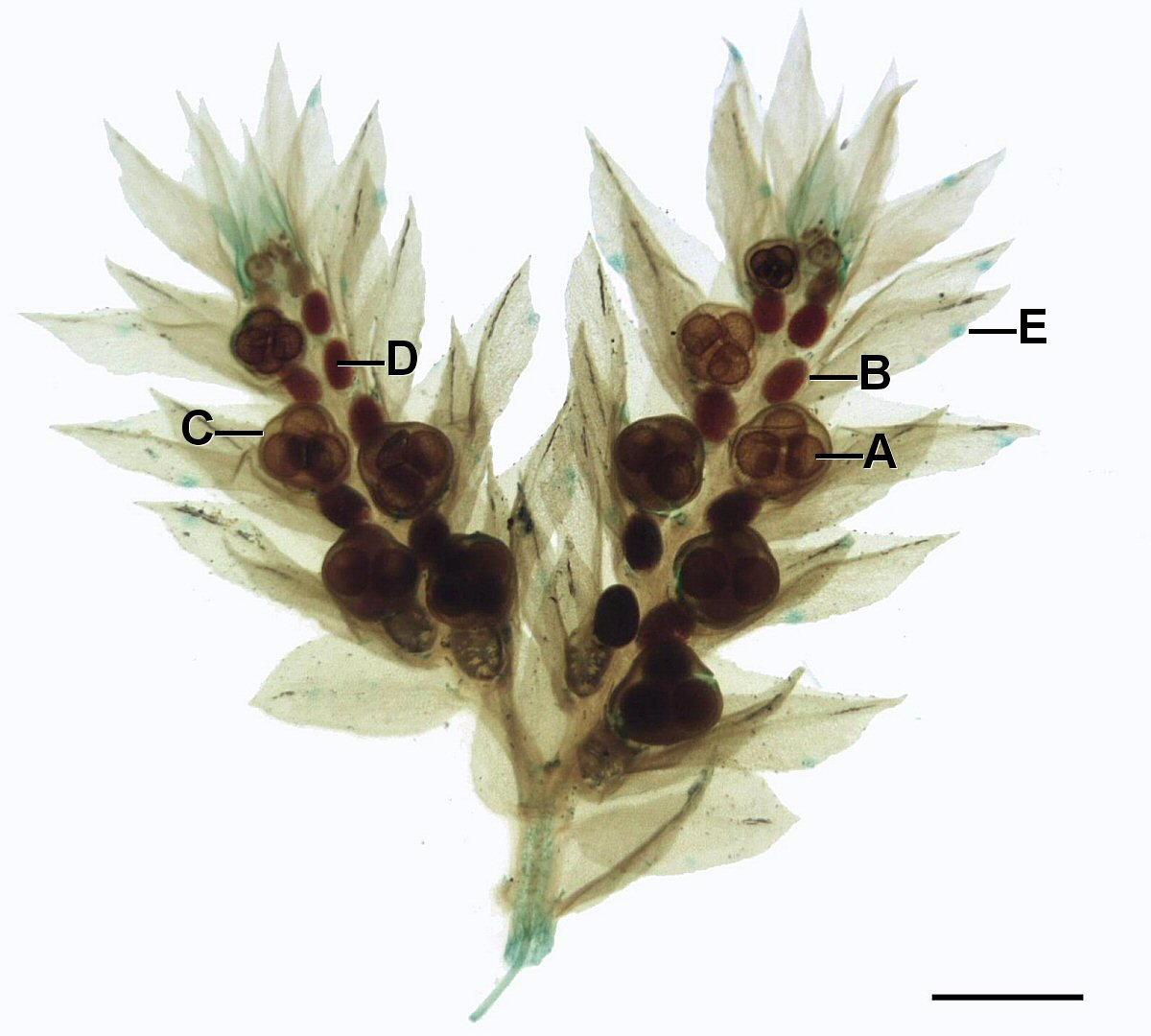
Selaginella spec. B-microsporangium, C-macrosporangium, D-microspore, A-macrospore, E-sporofyl.

Bij varens kunnen meerdere sporangia een sorus of 'sporenhoopje' vormen. Sommige varens hebben een onderscheid in mannelijke sporangia of microsporangia en vrouwelijke of macrosporangia (Engels: megasporangia), die respectievelijk de microsporen (mannelijk) en de macrosporen (vrouwelijk) vormen (heterosporie). Planten met een dergelijke differentiatie in sporangia heten heterosporangiaat.

Sporenhoopjes (sori) van varens
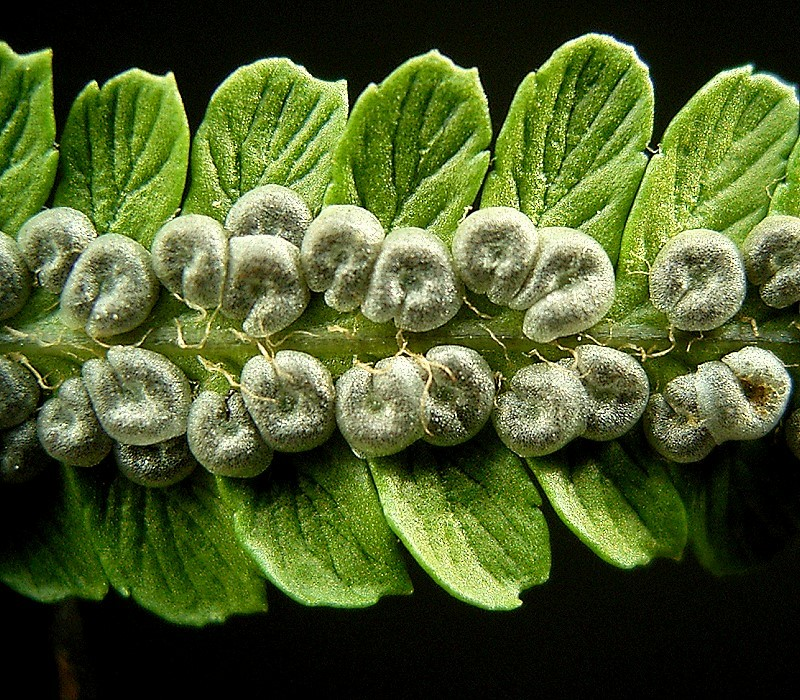
Mannetjesvaren met niervormige sori met sporangia op onderkant blad
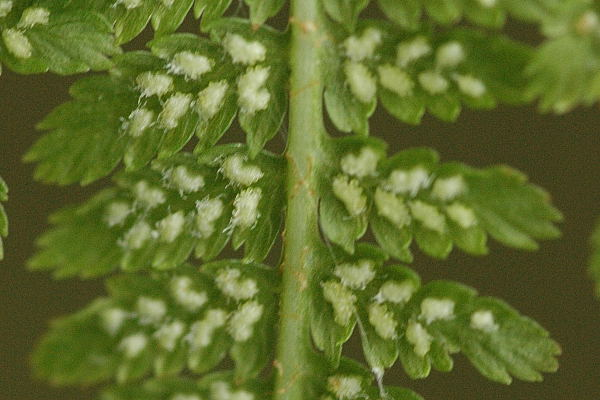
Wijfjesvaren met langwerpige of gebogen sporenhoopjes met sporangia
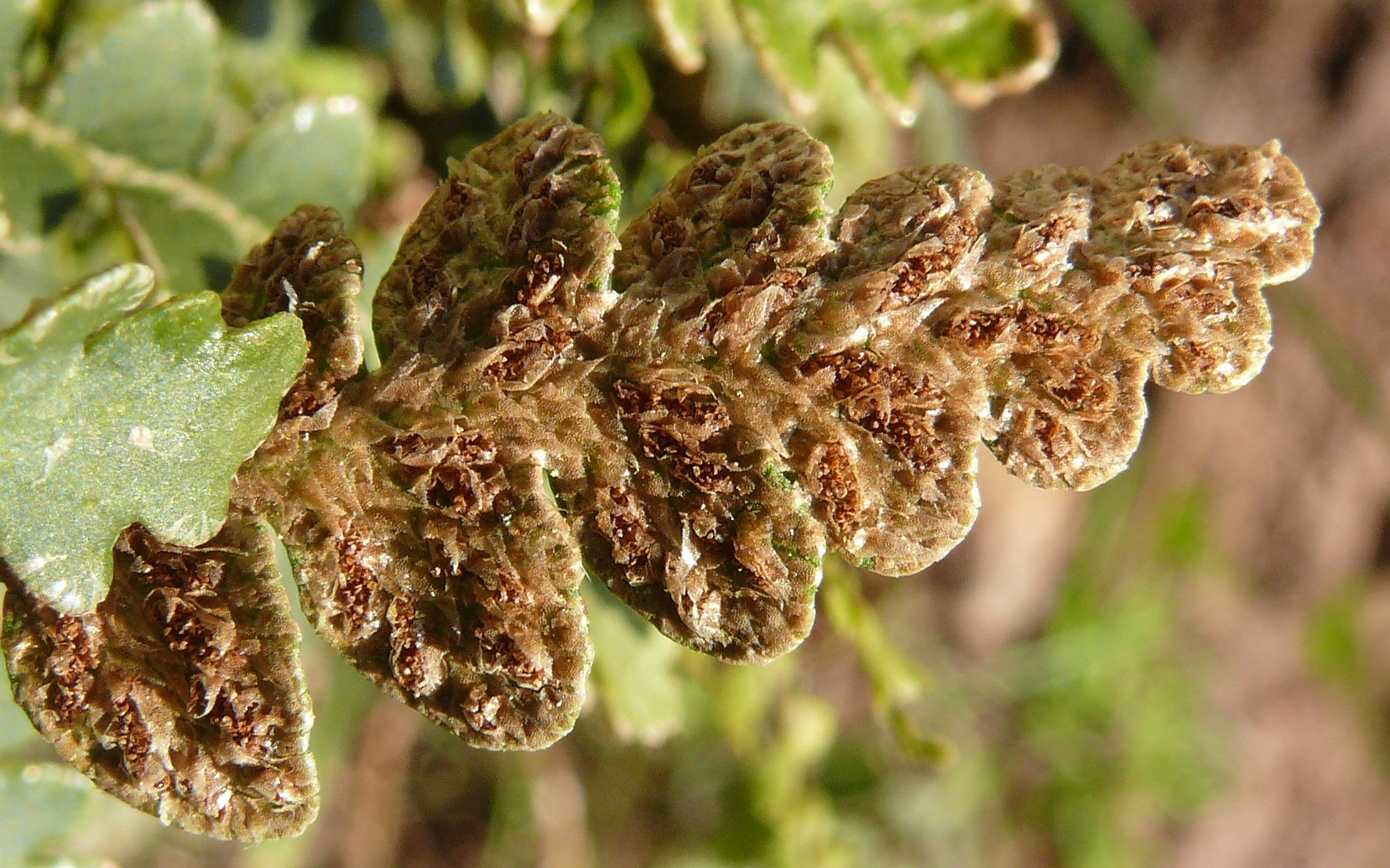
Onderzijde blad van schubvaren met sporangia in sori

### Zaadplanten
Bij de zaadplanten komen vergelijkbare structuren voor. De zaadplanten zijn  heterosporangiaat: er is een onderscheid tussen microsporangia en macrosporangia. De macrosporangia zijn niet zonder meer zichtbaar. Het macrosporangium heet hier nucellus, en is omgeven door een of twee integumenten (zaadvliezen). Samen vormen ze de zaadknop.

Sporangia bij zaadplanten
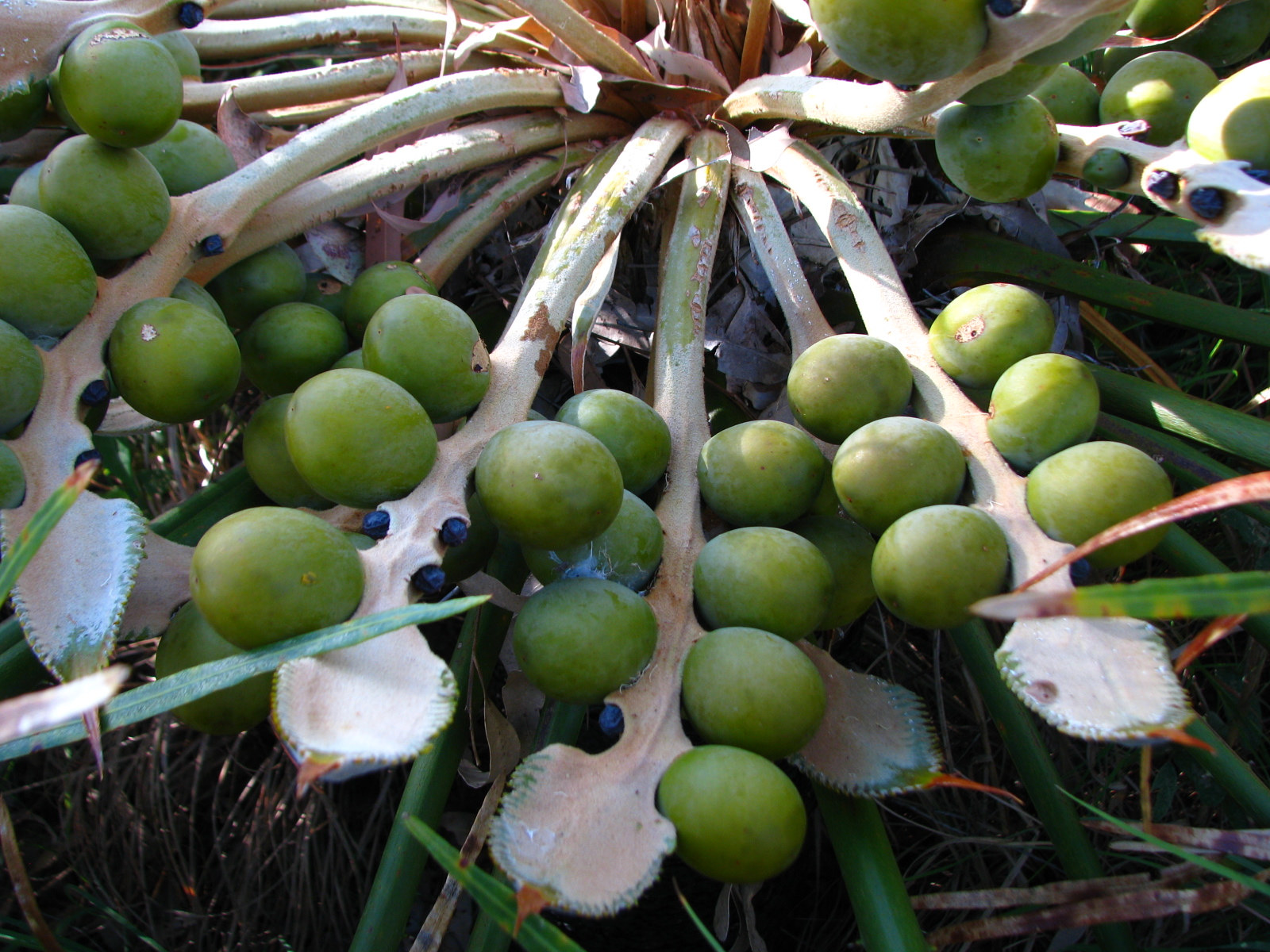
Macrosporofyllen van Cycas media.
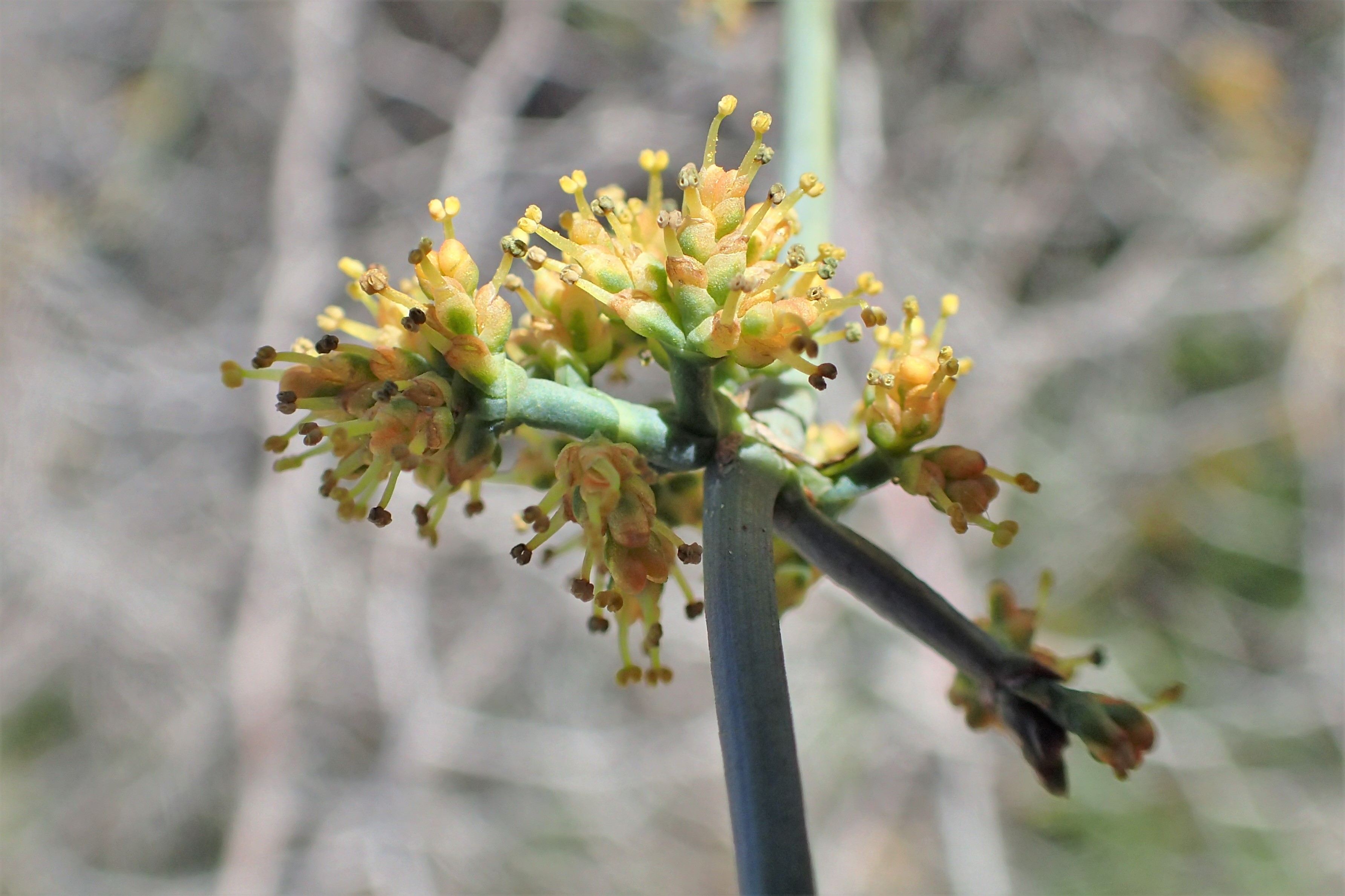
Ephedra fragilis met microsporofyllen of meeldraden

Bij bedektzadigen zijn deze weer omgeven door een vruchtblad (carpel). In de zaadknop van zaadplanten zit de nucellus (megasporangium), waaruit de embryozakmoedercel gevormd wordt.
De microsporangia komen overeen met de helmhokken van de helmknoppen. De stuifmeelkorrels zijn de microsporen. Bij de vorming van de meeldraad veranderen vier groepjes van meristematische cellen in vier stuifmeelkorrelmoederzakken. Bij de bedektzadigen worden microsporangia (stuifmeelkorrelmoederzakken) gevormd. Bij de naaktzadigen zit het microsporangium op het microsporofyl van de mannelijke kegels.

## Schimmels

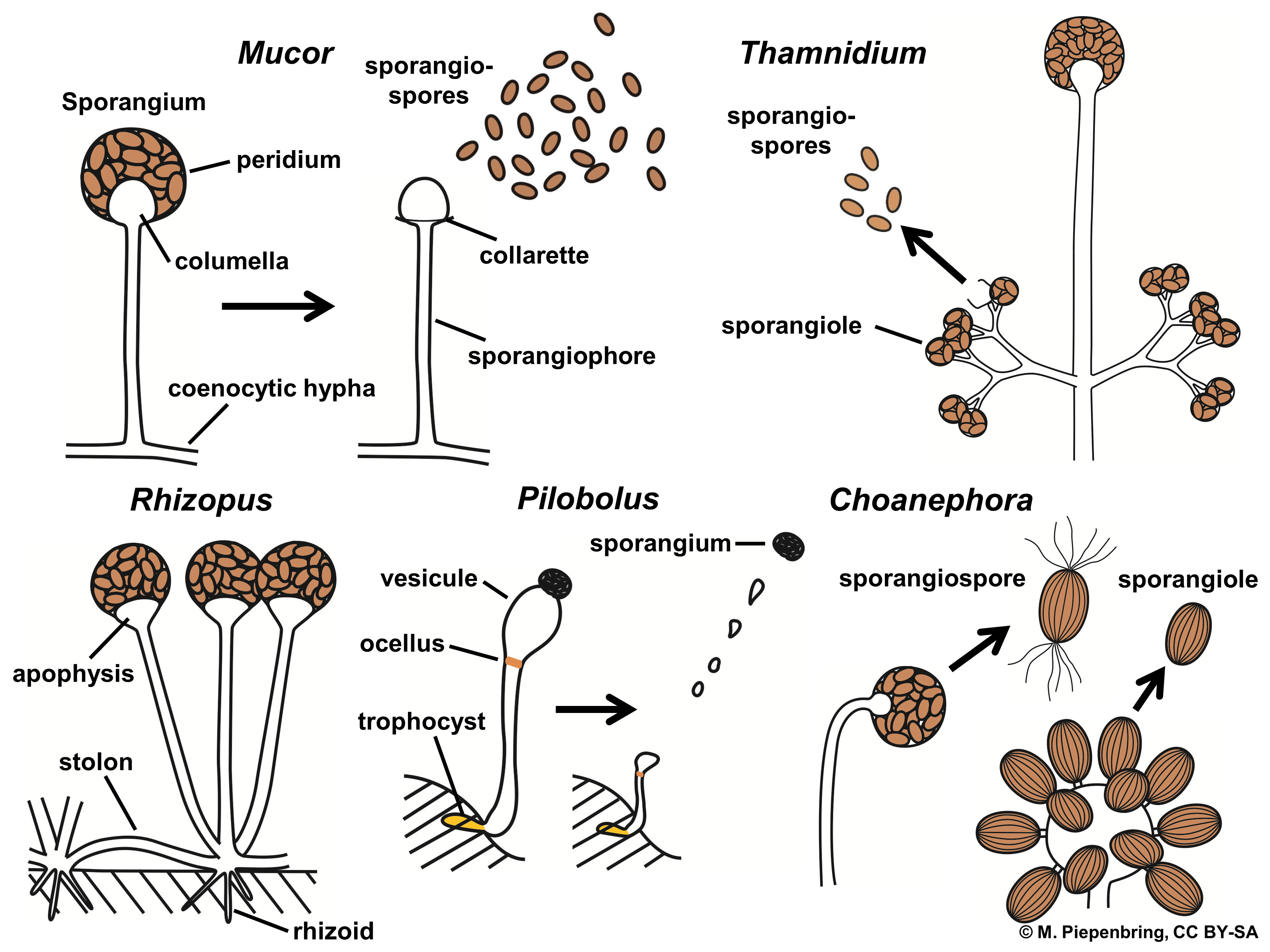
Sporangioforen, sporangia en conidia bij verschillende groepen van schimmels
Sporangia vergelijking bij verschillende groepen van waterschimmels en schimmels